# Abary
De Abary is een rivier in het noorden van Guyana. Hij mondt uit in de Atlantische Oceaan tussen Mahaicony en Belladrum. In de achttiende eeuw vormde de rivier de grens tussen de kolonies Demerary en Berbice.